# 圣费尔迪南多-迪普利亚
41°17′27″N 16°03′08″E / 41.2909154°N 16.0522616°E
圣费尔迪南多-迪普利亚（義大利語：San Ferdinando di Puglia），是意大利普利亚大区巴列塔-安德里亞-特拉尼省的一个市镇。总面积41.82平方公里，人口14822人，人口密度354.4人/平方公里（2009年）。ISTAT代码为071045。